# Droga wojewódzka nr 402
Droga wojewódzka nr 402 (DW402) – droga wojewódzka w województwie  kujawsko-pomorskim, składająca się z dwóch niepołączonych ze sobą odcinków:
- od DK91 (wcześniej DK1) koło Fletnowa do Wielkiego Lubienia
- od rzeki Wisły do skrzyżowania z drogą wojewódzką nr 498 – miejski odcinek w Grudziądzu.

W latach 1986 – 2000 numer 402 był przypisany do drogi Oleśnica Mała – Młodoszowice. Obecnie odcinek ten jest częścią autostrady A4.

## Miejscowości przy trasie[3]
- Fletnowo
- Lubień
- Grudziądz